# Taeniochorista pallida
Taeniochorista pallida is een schorpioenvlieg uit de familie van de Choristidae. De wetenschappelijke naam van de soort werd voor het eerst geldig gepubliceerd door Peter Esben-Petersen in 1914.
De soort komt voor in Australië.